# VSS (狙撃銃)
VSS（露: Винтовка Снайперская Специальная, 英: Special Sniper Rifle 特殊用途狙撃銃の意）(GRAU：6P29)は、1987年に開発された自動消音狙撃銃。7.62x39mm弾をベースに作られた9x39mm弾という特殊な亜音速弾を使用する。愛称はヴィントレス（Vintorez、露: Винторез、英: Thread Cutter 糸鋸の意）。

## 概要
1980年代、当時のソ連は冷戦の真っ只中であり、アフガニスタンやチェチェンなど、多数の戦場を抱えており、特殊部隊（スペツナズ）の隠密潜入作戦やゲリラ作戦用消音銃の開発は急務であった。当初はAKMやAK-74、AKS-74Uにサプレッサーを取り付けて使用したが、初速が音速を超えることで衝撃波を発生させる小口径高初速の5.45x39mm弾ではサプレッサーの効果は薄く、無理に装薬を減らせば射撃精度が著しく不安定になってしまうことがわかった。
そこでソ連軍は、銃そのものを消音化するだけでなく、専用の弾薬も含めた狙撃システムの開発に着手した。ソ連は当時の西側諸国のような既存のライフルの精度を高めつつ消音加工を施す手法に限界を感じ、まったく異なるアプローチを開始したのである。開発にはヴォログダ州キリロフ地区の特殊研究所TsNIITochMash（露: Центральный научно-исследовательский институт точного машиностроения 英: Central Scientific Institute for Precision Machine Building 中央科学精密機械建造研究所）のペテロ・セルジェコフとバルディミール・クラスコフが設計を担当し、AS Valとほぼ同時期の1987年に完成、トゥーラ工場が製造している。

## 特徴
作動機構はガス圧利用式でボルトを回転させ、銃身とロックするターン・ロッキングが組み込まれている。ボルト本体の仕組みや構造はAK-74と共通点が多いなど、構造的にはAK-74を踏襲している。先端左右にはロッキング・ラグを持つ。
AK-74でいうマガジンの直前まで全長を切り詰めている。後述するバリエーションを見ればわかる通り、レシーバーはもちろんバレルも非常に短く、全長のほとんどは大型のサプレッサーと木製のストックで構成されている。通常10連ショートマガジンを使うが、弾数の多い20連マガジンも使用できる。ハンドガードやマガジンはプラスチック製にして軽量化しており、バレルを覆うような大型のサプレッサーはバレルそのものよりも長いほどである。また、バレルには銃口から放出されるガスを減らすための穴が開けられている。これにより、サプレッサーの効果をより高めることが可能になる。固定式の照準装置や大きく肉抜きされた木製ストック、スコープの取り付け方法など、SVDを参考にしたと思われる部分が多く見られる。スコープはPSO-1の9x39mm弾仕様でレティクルなどが異なるPSO-1-1が使用される。サプレッサーとストックをレシーバーから取り外せば、アタッシュケースなどに収納可能である。
開発時に要求された性能が「400m以内から敵の防弾チョッキを貫通する完全消音狙撃銃」であったため、長距離での精密狙撃ではなく、中距離から短距離の狙撃、並びに近距離での銃撃戦を前提に設計されている。そのため、銃身長は比較的短く、20連マガジンを使ってのフルオート射撃も可能である。

## 9×39mm SP-5, SP-6
VSSの最大の特徴は、使用する弾薬にある。VSSで使用される9x39mm弾は、ライフル弾でありながら銃口初速が音速を超えず、衝撃波が発生しないため、ソニックブームによる断続的な音波が生じない。この弾薬と消音器を組み合わせることによって驚異的な消音効果が発揮され、発砲音を少しうるさい電動エアガンを撃った程度の音量にまで抑えることに成功している。
銃声というものは、通常2種類の音で構成される。火薬の燃焼による炸裂音と、弾丸が音速を超える際のソニックブームである。多くの軍用ライフル弾は、弾丸を音速まで加速させることで貫通力、破壊力を生み出している。しかし、たとえ小さな弾丸といえども、物体が大気中で音速の壁を突破すれば強烈なソニックブームが発生する。このような弾丸では、サプレッサーを使用しても消えるのは火薬の炸裂音であって、ソニックブームによる音を完全に消すことは出来ない。
これまでは、最初から初速が音速を超えない.45ACP弾や.22LR弾といった拳銃弾か、音速を超える弾薬から装薬量を減らすなどして亜音速に変えたものを使うしかなかった。そこでソ連は、一定の威力を維持した亜音速弾を作るため、大口径の弾丸を従来型のライフルカートリッジで撃ち出すという方法を考案した。
9x39mm弾は、7.62x39mm弾をベースとしたほぼ円筒状の（実際にはボトルネックはほんの僅かに残されている）薬莢に、全長はそのままに口径が9mmまで大型化、重量は2倍に増した弾頭を装着している。装薬量（とそこから生じる発砲時の運動エネルギー）はライフル弾に匹敵するが、弾頭重量が大幅に増加しており、銃口初速が音速を超えないように調節されている。
カタログ上の有効射程は400mとなっているものの、通常のライフル弾を使った狙撃以上にその弾道は遠方に行くほど落ち込む（弾道低落量の大きい）軌道を描くことになる。同時にその運動エネルギーが一定値まで維持できる間に限り、風などの影響を受けにくくなっている。また、弾頭が重い上に口径も大きいため、標的に命中すれば通常のライフル弾以上のダメージを与えられる。
こうして、「初速は遅いが射程内なら一定以上の威力を維持できる亜音速弾薬」が完成した。具体的な数値でいうと、銃口初速が290m/s、エネルギー値は516ft・lbfとなる。参考までに、5.45x39mm弾は初速が940m/sでエネルギー値は971ft・lbf、9x19mm弾は初速が350m/sでエネルギー値は394ft・lbfである。
また、弾頭や用途に応じて幾つかのバリエーションが存在している。
- SP-5 - 通常のボール弾（被覆鋼弾）。弾頭前部が鉄、後部が鉛で、これを銅のジャケットが完全に覆うフルメタルジャケット弾。
- SP-6 - 徹甲弾（アーマーピアシング）。ホローポイントのように貫通した鉛の弾頭の中心に削り出しの鉄弾芯を差し込み、鉛の部分だけを銅のジャケットで覆っている。鉛で弾頭重量を稼ぎ、頑丈な鉄弾芯が対象を貫通する。500mで6mmの鉄板を、200mなら2.8mmのチタン板か30層のケブラーを貫通することができるとされる。
- PAB-9 - SP-6の廉価版。削り出しだった鉄弾芯をプレス製に変え、生産性を増したことで単位辺りのコストを低下させている。しかし、プレス加工の精度が低かったため、射撃時の精度にもバラつきが生じ、バレルの磨耗も早くなるなどの事態が発生したため、既に生産は中止されている。

現在はSP-5とSP-6を中心に、狙撃銃以外のカービンやサブマシンガンといった同型弾薬を使用する銃の種類を増やすことで需要を増やし、消費量と生産頻度を上げてコストを減らそうとしている。

## バリエーション

### VSSM
ロシア軍に採用されGRAUコードで6P29Mを付与されているVSSの近代化仕様。銃床は木製のサムホールストックから金属製のサムホールストックに変更され新たに上下調整可能な木製のチークパッドも追加されている。ハンドガード前のサプレッサーには3面のピカティニーレールが追加され、レシーバーカバー上部にもピカティニーレールが追加されているためドブテイルマウント以外の照準器も装着が可能になった。また照準器はPSO-1-1から1P86に変更され、3面ピカティニーレールには取り外し可能な二脚が備えられている。

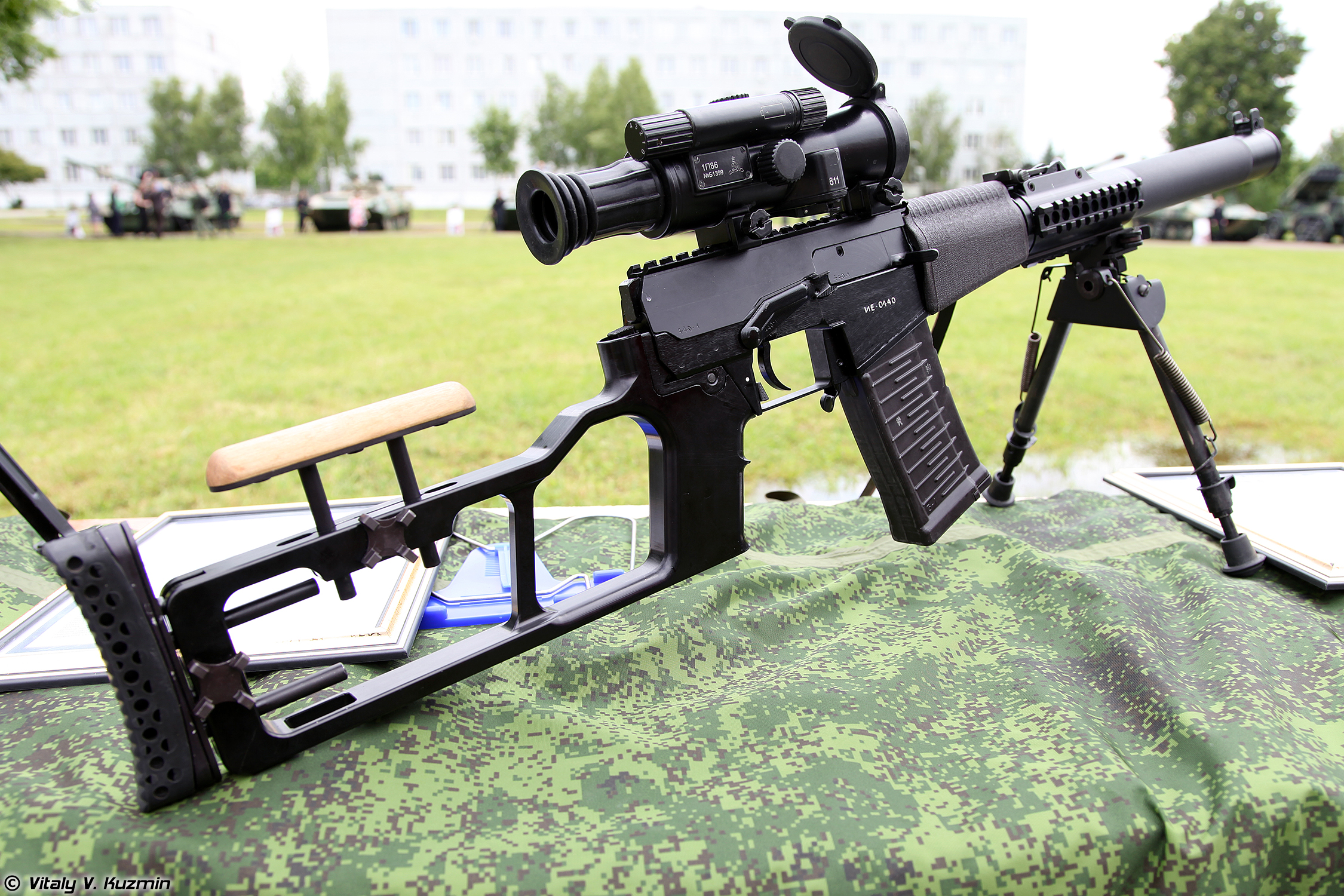
VSSM(右側面)
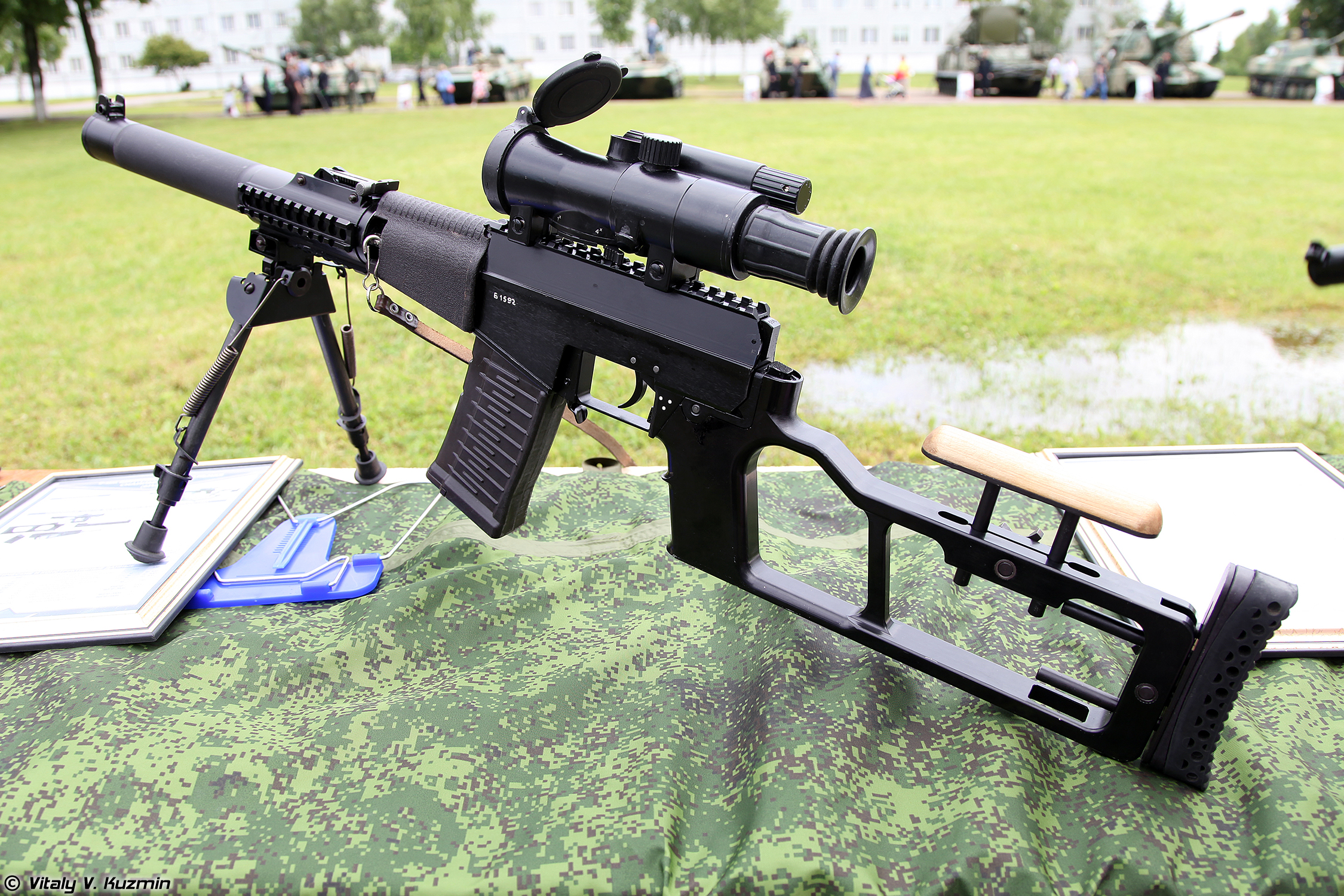
VSSM(左側面)

### AS "ヴァル"
ロシア軍に採用されGRAUコードで6P30を付与されているVSSの自動小銃仕様。銃床は木製のサムホールストックから左側に折りたためるタイプの金属製銃床に変更されている。またVSSは標準では10連のマガジンとPSO-1-1などの照準器を装着して運用されるがASの場合は標準マガジンは20連または30連で後付けの照準器はなしになっている。だが相違点はかなり少なく部品の共有率は70％となっている。

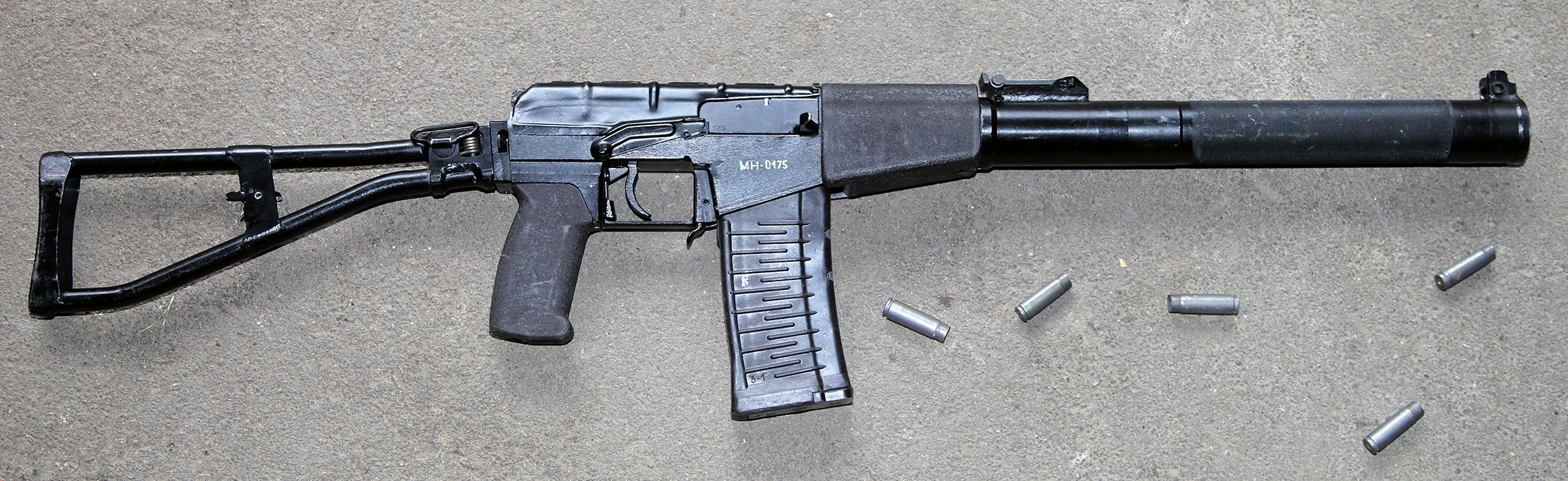
AS(右側面)
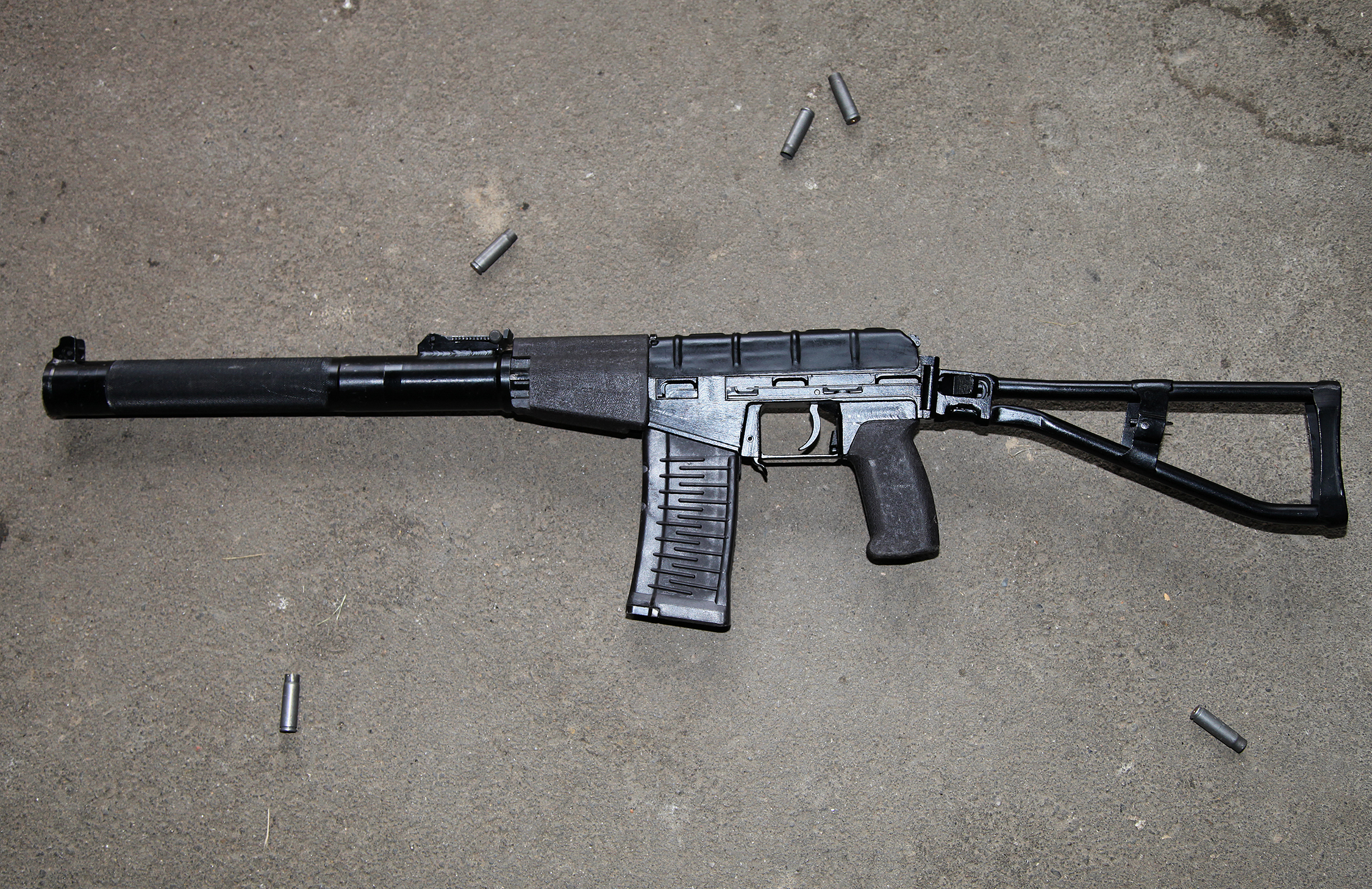
AS(左側面)

### SR-3 "ヴィーフリ"
上記のASに基づいて1994年ほどに開発されたアサルトカービン。マガジンは従来のVSSとAS用のものが流用可能で、ハンドガードのデザインを変更し、銃床はレシーバー上側に折りたたむ独自デザインに変更、内蔵型サプレッサーを省略されている。SR-3M、SR-3MPなどそれぞれバリエーションが存在する。

### 9A-91
SR-3 "ヴィーフリ"の構造を更に簡略化したアサルトカービン。1991年に開発された。レシーバーとマズルガード、ハンドガード、グリップなどの形状が変更され、これまで曲がっていたマガジンも直線に改められている。またVSSの廉価版というコンセプトで開発されたVSK-94という狙撃仕様が存在する。

## 登場作品

### 映画
『ストームゲート』
『ロシア特殊部隊 スペツナズ』

### アニメ・漫画
『青の祓魔師』
奥村 雪男がクラーケンの狙撃に使用。ただし、その際サプレッサーをつけずに狙撃を行っている。
『うぽって!!』
『ハニカム』
ホール長（妙子）が店内に猫が入ってきた時などに使用。
『BLACK LAGOON』
ホテルモスクワの構成員が使用。
『フルメタル・パニック? ふもっふ』
クルツ・ウェーバーと風間信二が使用。
『ソードアート・オンライン オルタナティブ ガンゲイル・オンライン』
ライバルチーム「SHINC」のリーダーであるエヴァが使用。他のロシア系銃器同様、GGO内では欧米系の銃器よりも安価。

### ゲーム
『Alliance of Valiant Arms』
ゲーム内兵科である「スナイパー」のメイン武器として登場。
『America's Army』
テロリストが使用する。
『ARMA 2』
キャンペーン"EW"で主人公が使用する。
『OPERATION7』
スナイパーライフルとして登場。
『Paperman』
スナイパーライフルとして登場。
『PLAYERUNKNOWN'S BATTLEGROUNDS』
5月パッチで追加。サプレッサーと4xスコープを標準装備。
『S.T.A.L.K.E.R.』
「Vintar BC」という名称で登場。2作目"Clear Sky"では、主人公Scarの愛用武器に設定され、オープニングムービーなどで描かれる。
『ゴーストリコン ブレイクポイント』
特殊部隊を起源に持つテロ組織「ボダーク」のリーダー、カーチャ・マクシモアが使用。ゲーム中では「SR-3M Scout」と表記。また、ボダーク兵は主にSR-3を使用する。
『ソードアート・オンライン フェイタル・バレット』
サプレッサー仕様が「クワイエット」の名称で登場（武器ランク上昇で変化）。ただし、銃床部が小さめになった架空銃である。フィリアが使用する。
『バトルフィールドシリーズ』
『BF1942』
湾岸戦争を題材にしたMOD「Desert Combat」にてイラク軍武装キットとして登場する。
『BFBC』
偵察兵（狙撃兵）のメインアームとして登場。
『BFBC2』
偵察兵の装備として登場。
『バトルフィールド2042』「BSV-M」として登場。

『メタルギアソリッド4』
主人公の使用武器として登場。
『メビウスオンライン』
スナイパーライフルとして登場。
『レインボーシックス3』
主人公の使用武器として登場。
『Fortnite』
オートマチックスナイパーライフルとして登場。
『PUBG MOBILE』
マークスマンライフルとして登場。距離が75mあればマップ上に表示され、敵プレイヤーが発砲したことを示す射撃音マークが、150mあれば発射音が完全に消える。
『surviv.io』
9mm弾を使うマークスマンライフルとして登場。
『コール オブ デューティ モダン・ウォーフェア』
AS Valのガンスミスで作成可能。